# 1283 Komsomolia
Komsomolia (asteroide 1283) é um asteroide da cintura principal com um diâmetro de 26,87 quilómetros, a 2,4873209 UA. Possui uma excentricidade de 0,2193135 e um período orbital de 2 077,21 dias (5,69 anos).
Komsomolia tem uma velocidade orbital média de 16,68649654 km/s e uma inclinação de 8,90352º.
Esse asteroide foi descoberto em 25 de Setembro de 1925 por Vladimir Albitzkij.